# Dangerous Woman Diaries
Excuse Me, I Love You
Dangerous Woman Diaries est une mini-série documentaire américaine en 4 épisodes de 27-37 minutes, créée par Alfredo Flores et Ariana Grande et diffusée intégralement le 29 novembre 2018 sur le service de streaming YouTube Premium, accessible via le site d'hébergement YouTube.
Dans les pays francophones, elle a également été diffusée sur YouTube Premium, uniquement en version originale sous-titrée en français.

## Contexte

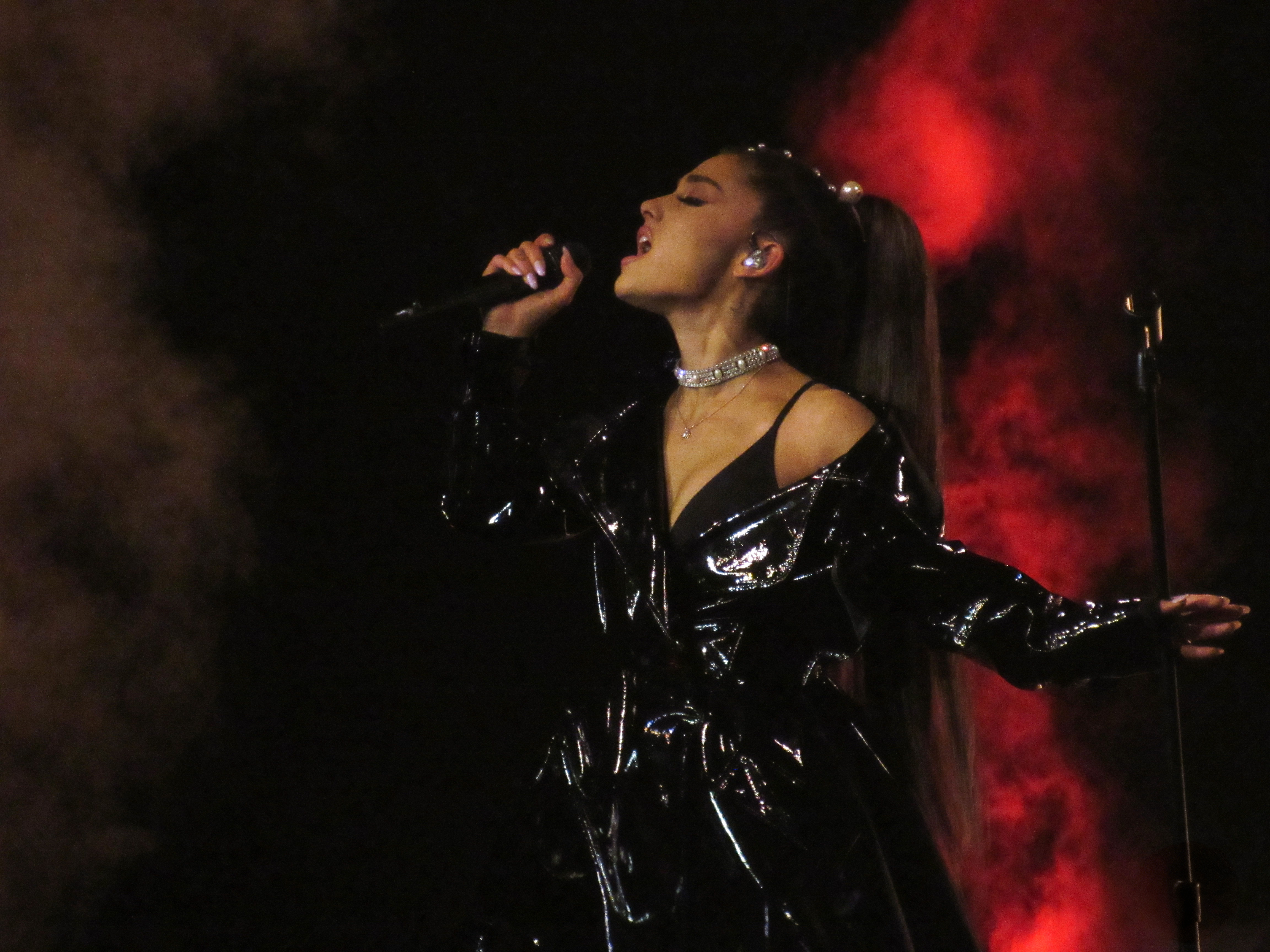
Ariana Grande à Manchester pendant le Dangerous Woman Tour en 2017.

La série suit principalement la tournée mondiale Dangerous Woman Tour de la chanteuse et actrice américaine Ariana Grande. Elle est un mélange entre documentaire classique et film de concert, alternant entre les coulisses de la tournée et les performances de la chanteuse sur scène.
Certains épisodes suivent également la préparation du concert de bienfaisance One Love Manchester ainsi que celle du quatrième album de la chanteuse, Sweetener.

## Production
Lors de la fin de sa tournée Dangerous Woman Tour en 2017, Ariana Grande annonce sur les réseaux sociaux avoir été impressionnée par la qualité des images filmés par le photographe et réalisateur Alfredo Flores lors de la tournée. Ils décident donc de monter un film du concert, alternant performances et coulisses. Le 23 juillet 2018, la chanteuse annonce que le film sera finalement séparé en trois parties pour en faire une mini-série. 
Le 28 novembre 2018, il est annoncé que la mini-série sera diffusée par le service de streaming YouTube Premium en tant que série originale, pour une mise en ligne surprise en intégralité le lendemain. Le site du magazine The Hollywood Reporter dévoile alors qu'un quatrième épisode, suivant le lancement de l'album Sweetener, a été ajouté à la série en tant qu'épisode d'introduction.
Le site précise également que contrairement aux autres séries du service, la mini-série sera également disponible gratuitement à raison d'un épisode par semaine à la suite d'une décision d'Ariana Grande et son équipe.

## Épisodes
L'intégralité de la mini-série a été mise en ligne le 29 novembre 2018 sur le service YouTube Premium. Elle a également été diffusée gratuitement à raison d'un épisode par semaine entre le 29 novembre 2018 et le 21 décembre 2018. Les épisodes ont tous été réalisés par Alfredo Flores.
1. La Lumière arrive (The Light Is Coming)
2. Revue de troupes (Here's the Gag)
3. Reconnaissante (Grateful)
4. Un seul amour (One Love)